# Michael Rispoli
Michael Rispoli né le 27 novembre 1960 à Tappan, New York, est un acteur américain.

## Filmographie

### Cinéma
- 1992 : La Loi de la nuit (Night and the City) d'Irwin Winkler : Trainer
- 1994 : Angie de Martha Coolidge : Jerry
- 1994 : Above the Rim de Jeff Pollack : Richie
- 1995 : L'Amour à tout prix (While You Were Sleeping) de Jon Turteltaub : Joe Jr.
- 1996 : La Jurée (The Juror) de Brian Gibson : Joseph Boffano
- 1996 : L'Incroyable Voyage 2 : À San Francisco (Homeward Bound II : Lost in San Francisco) de David R. Ellis : Jack
- 1996 : Feeling Minnesota de Steve Baigleman : le manager du motel
- 1997 : Volcano de Mick Jackson : Gator Harris
- 1998 : Snake Eyes de Brian De Palma : Jimmy George
- 1998 : Les Joueurs (Rounders) de John Dahl : Grama
- 1998 : Pur et dur (One Tough Cop) de Bruno Barreto : le lieutenant Denny Reagan
- 1999 : Summer of Sam de Spike Lee : Joey T
- 2000 : Fou d'elle (It Had to Be You) de Steven Feder : Henry Taylor
- 2002 : Crève, Smoochy, crève ! (Death to Smoochy) de Danny DeVito : Spinner Dunn
- 2009 : L'Attaque du métro 123 (The Taking of Pelham 1 2 3) : John Johnson
- 2010 : Kick-Ass de Matthew Vaughn : Big Joe
- 2011 : Rhum express de Bruce Robinson : Sala
- 2013 : No Pain No Gain (Pain & Gain) de Michael Bay : Frank Griga
- 2014 : Rob the Mob de Raymond De Felitta (en)
- 2016 : Suspicions (Exposed) de Gee Malik Linton : l'inspecteur Dibronski
- 2019 : Bottom of the 9th de Raymond De Felitta : le coach Hannis
- 2019 : Framing John DeLorean de Don Argott et Sheena M. Joyce : Jim Hoffman
- 2021 : Cherry d'Anthony et Joe Russo : Tommy
- 2025 : The Alto Knights de Barry Levinson

### Télévision
- 1998 : New York, police judiciaire (Law & Order)  (saison 8, épisode 15) : Johnny DeMayo
- 1998 : Urgences (ER)  : Victor Nable (#1 épisode)
- 1999 : New York 911 (Third Watch) : Jerry Mankowicz (#9 épisodes, 1999-2002)
- 1999-2001 : Les Soprano de David Chase (saisons 1 à 3) : Giacomo "Jackie" Aprile Senior
- 1999 : Ryan Caulfield (Ryan Caulfield : Year One) : Officier Vincent Susser
- 2005 : New York, section criminelle (saison 4, épisode 22) : Frank Adair
- 2006 : New York, section criminelle (saison 5, épisode 21) : Frank Adair
- 2008 : New York, police judiciaire (saison 19, épisode 2) : Pete Haynes
- 2012 : New York, unité spéciale (saison 13, épisode 19) : Henry Burzecki
- 2015 : The Man in the High Castle : Don Warren
- 2017 : The Deuce : Rudy Pipilo
- 2022 : The Offer (mini-série) : Tommy Lucchese